# Alaune (Petersberg)

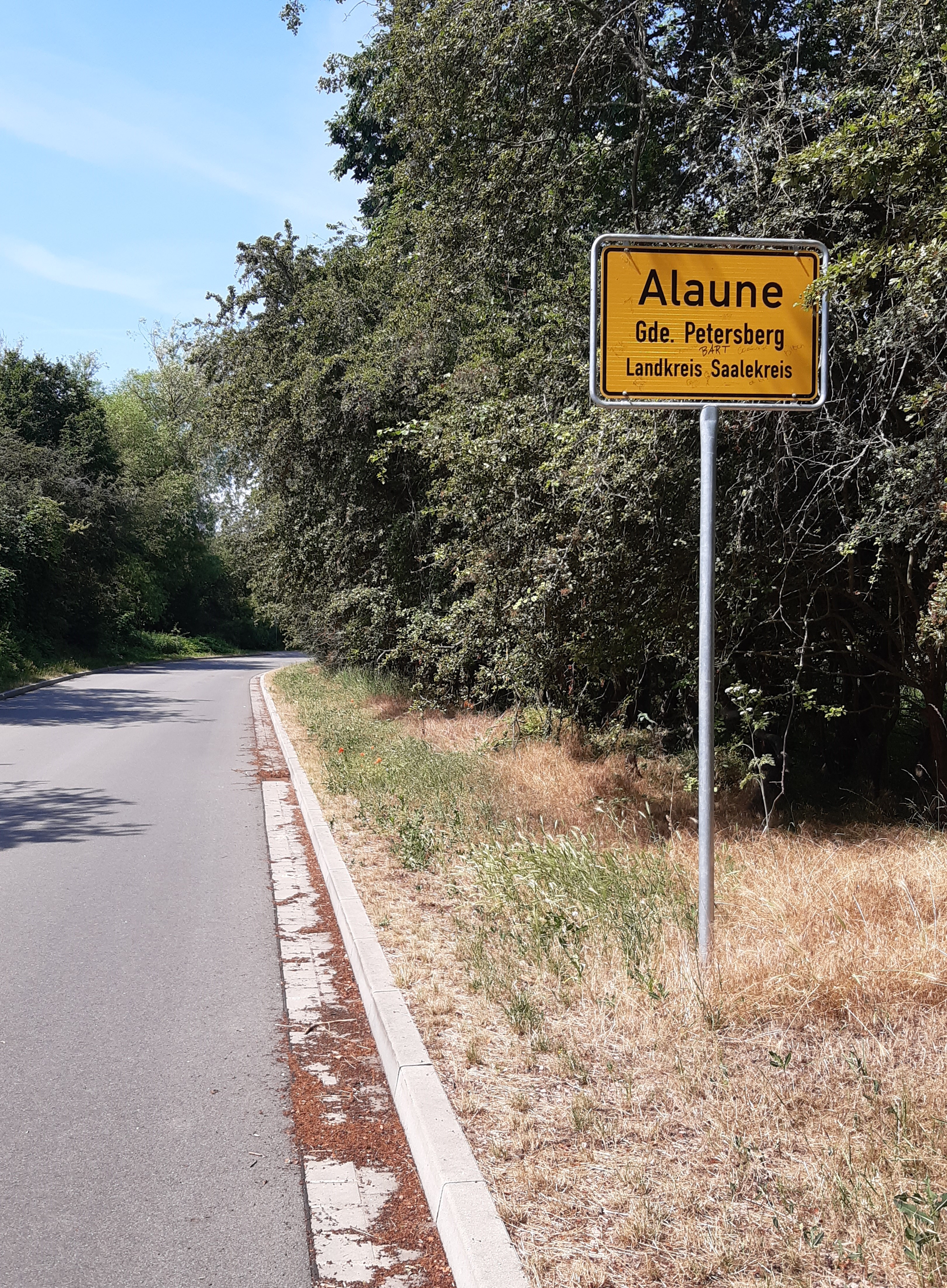
Ortseingangsschild von Alaune

Alaune ist ein zur Ortschaft Morl der Gemeinde Petersberg im Saalekreis in Sachsen-Anhalt gehörender Wohnplatz.

## Geografie
Alaune liegt südlich von Morl im südlichen Teil des Gemeindegebiets Petersberg. Im Süden wird Alaune von der Saale und der Götsche umflossen. Im Osten grenzt der Ort an das Stadtgebiet von Halle (Saale) mit dem Hafen Halle im Stadtviertel Industriegebiet Nord des Stadtteils Trotha. Im Nordosten befindet sich die Ortschaft Sennewitz mit der ehemaligen Wasserglasfabrik, die ebenfalls zur Gemeinde Petersberg gehört.

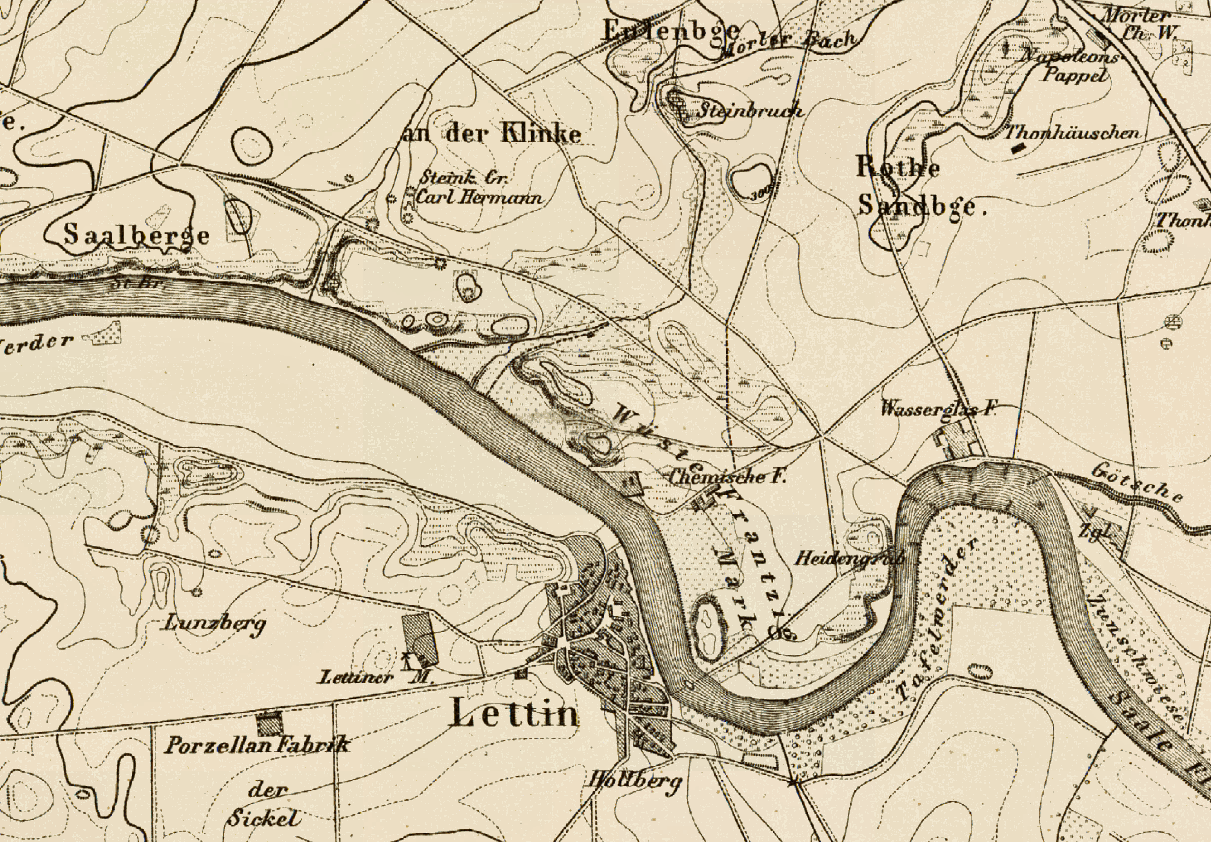
Die Wüste Frantzig Mark und die später Alaune genannte Chemische Fabrik gegenüber Lettin auf einer Landkarte von 1876 (die Saaleschleife rechts ist heute begradigt; die Götsche fließt nun durch das alte Bett der Saale)

## Geschichte
Der Ortsname „Alaune“ stammt von der 1853 bis 1909 existierenden so genannten Alaun-Fabrik. Zunächst wurde nördlich einer Saaleschleife auf dem Gebiet der Wüstung Franzig lediglich eine Fabrik mit Werkswohnungen errichtet. Weitere Ansiedlungen gab es erst nach deren Schließung. Weder im Gemeinde- und Ortslexikon des Deutschen Reiches, ein zweibändiges Verzeichnis sämtlicher Gemeinde und Gutsbezirke von 1901, als auch im Ortslexikon der DDR von 1986, wird der Name des Ortsteils aufgeführt. Erst seit dem 1. Januar 2010 ist Alaune Teil der Ortschaft Morl innerhalb der Großgemeinde Petersberg.

## Chemiefabrik
Der aus Bonn stammende Otto Wilhelm Senff (1823–1901) gründete im Jahre 1853 auf dem Gebiet der alten Dorfstelle Franzig eine Chemiefabrik zur Herstellung von Aluminiumsulfat (Schwefelsaure Tonerde). Dieser neue Stoff ersetzte das teure Kaliumaluminiumsulfat (Kali-Alaun), das man unter anderem für die Papierherstellung, die Weißgerberei und die waschechte Färbung von Textilien benötigt. Obwohl chemisch nicht korrekt, wurde das Aluminiumsulfat oft auch als (künstlicher) Alaun bezeichnet. Wichtiger Rohstoff für die Herstellung war Kaolin, das im Norden und Westen Halles abgebaut wurde. Otto Senff musste 1866 Konkurs anmelden. Gründe waren der Preisdruck der Konkurrenz und Probleme mit der Reinheit des Endprodukts. Das Unternehmen ging an einen entfernten Verwandten: an Wilhelm Laue und zwei Mitgesellschafter. Senff zog 1867 nach Berlin, wo er als Kaufmann arbeitete und 1901 starb. Erst als sieben Jahre später die 1865 gegründete Konkurrenzfirma Chemische Fabrik Goldschmieden bei Breslau die Alaunfabrik kaufte, kam es durch den Einsatz neuer Verfahren zu einem wirtschaftlichen Aufschwung. Es wurden in diesem Zusammenhang ab 1877 mehrere Patente angemeldet. Das erste Patent, das der damalige Besitzer, der Schweizer Gustav Eduard Loewig (1834–1878) zusammen mit seinem Bruder Friedrich beim neu gegründeten Kaiserlichen Patentamt einreichte, wurde als Nummer 93 am 3. Juli 1877 erteilt, gerade einmal einen Tag nach dem allerersten Patent in Deutschland überhaupt. 1909 kaufte die Goldschmiedener Firma, die nach Loewigs Tod als Chemische Fabrik Goldschmieden H. Bergius & Co. firmierte, auch die in Trotha ansässige Chemische Fabrik Engelcke & Krause, welche nach dem Solvay-Verfahren Natriumcarbonat herstellte. Gleichzeitig verließ man den alte Produktionsstandort der Chemiefabrik „Alaune“. Einige Gebäude wurden nach längerem Leerstand für Wohnzwecke genutzt.

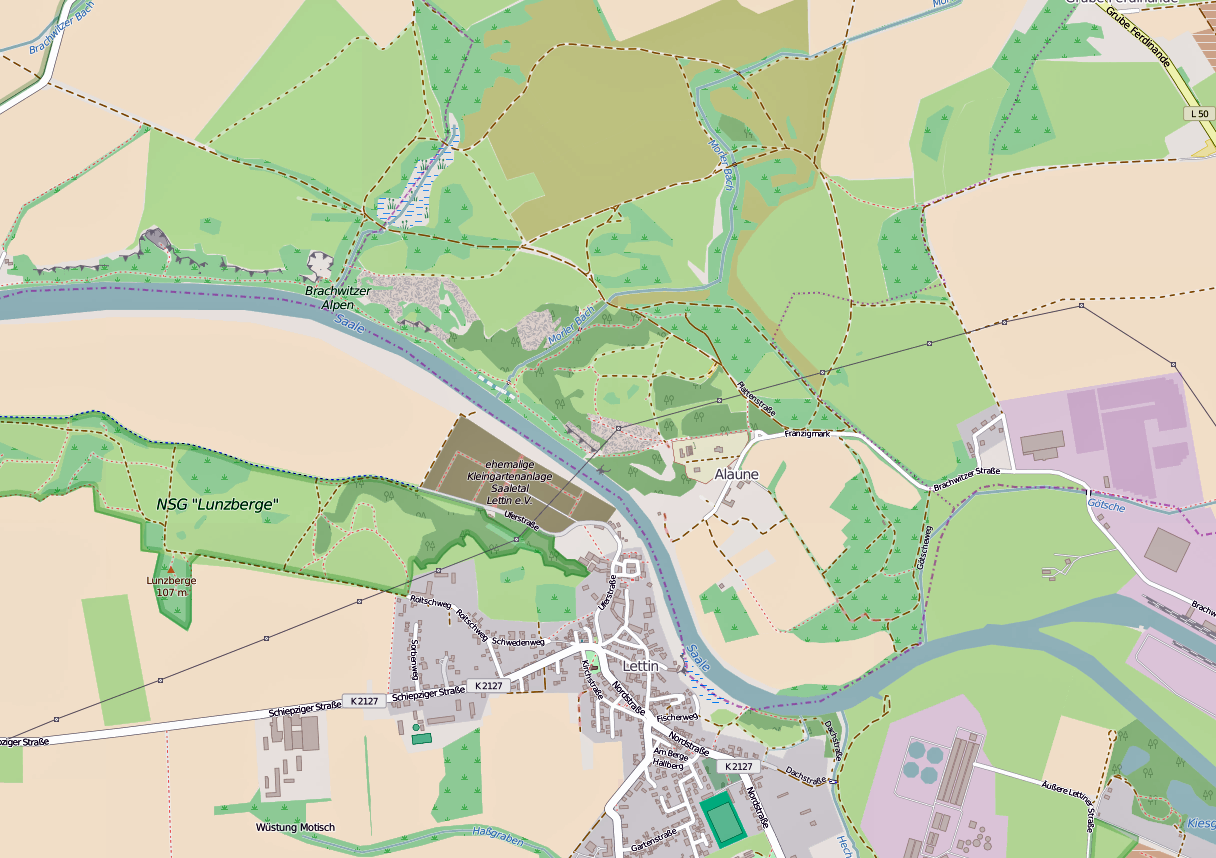
Der Ort auf einer Landkarte von 2022

## Verkehr und Infrastruktur
Der Ort ist von Halle aus über die Brachwitzer Straße erreichbar. Die Buslinie 35 der Halleschen Verkehrs-AG endet an der einzigen Haltestelle des Ortes mit der Bezeichnung Franzigmark (Morl) und verkehrt teilweise nur als Rufbus.